# PAFAH1B1
PAFAH1B1 (Engels: Platelet-Activating Factor AcetylHydrolase IB subunit alpha, vrij vertaald: "Plaatjesactiverende-factor-acetylhydrolase, 1b sub alpha") is een van drie isovormen van het enzym dat het fosfolipide PAF aanstuurt. PAF is onder andere verantwoordelijk voor de activatie van bloedplaatjes, vandaar ook de term "plaatjes" in de naam.
Het enzym wordt gecodeerd door het PAFAH1B1-gen, wat zich bevindt op chromosoom 17, op de locatie 17p13.3. Dit gen bestaat uit 91.953 basenparen en codeert 410 aminozuren. Het theoretische moleculair gewicht is 46.638 kiloDalton. Wanner dit gen muteert of verloren gaat, kan dit resulteren in lissencefalie in combinatie met het Miller-Diekersyndroom.
Volgens een studie interageert PAFAH1B1 met de door reeline gebonden receptor VLDL